# Kranenkanne

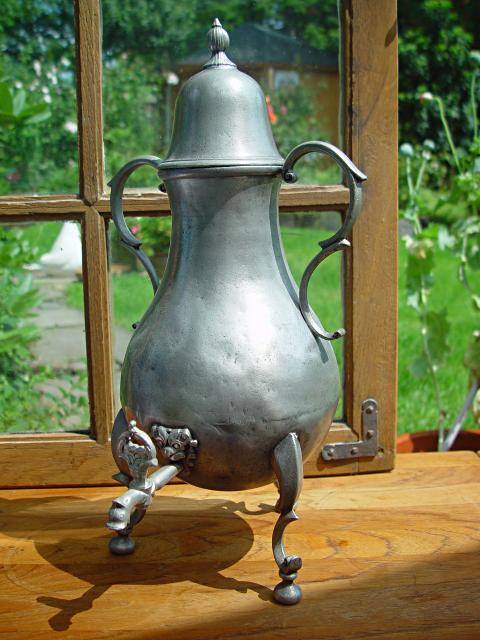
Dickbauchige zinnerne Kaffeekanne mit drei Füßen und Zapfhahn

Die Kranenkanne, regional umgangssprachlich auch Dröppelmina (Bergisches Land, von Dröppel für Tropfen und Mina für Wilhelmine, die Hausdienerin), Dröppelminna (Nordwestdeutschland) oder Dreckpott (im Saterland) genannt, ist eine bauchige Kaffeekanne mit drei Füßen, später mit einem Fuß, und einem oder mehreren Zapfhähnen. Sie wurde aus verschiedenen Materialien hergestellt, am häufigsten aber aus Metall, vor allem aus Zinn. Um den Kaffee warm zu halten, wird unter die dreifüßige Kanne ein Stövchen gestellt. Aufgebrüht wird der Kaffee in einem anderen Gefäß. Bekannt sind auch Kranenkannen aus Feinsteingut mit einer Bemalung aus Delfter Blau oder Strohhalmdekor.
Die Kranenkanne gelangte wahrscheinlich über Holland im 18. Jahrhundert nach Norddeutschland und ins Bergische Land. Seit das Kaffeetrinken im 19. Jahrhundert erschwinglicher und beliebter wurde, rückte die Kaffeekanne stärker in den Mittelpunkt des gedeckten Tisches. Diese Kaffeekanne hatte jedoch einen Nachteil: Der in der Kanne verbleibende Kaffeesatz – Kaffeefilter waren noch unbekannt – verstopfte manchmal nach dem ersten Aufdrehen den Ausguss, dieser musste dann mit Hilfe eines Federkiels, einer Haarnadel oder einem ähnlichen Gegenstand wieder durchlässig gemacht werden. Der Kaffee floss nicht mehr in die Tasse, er tropfte (er „dröppelte“). Dies und ihre rundliche, angeblich an eine Hausmamsell erinnernde Form verhalf dieser Kanne regional zu dem Beinamen „Dröppelminna“.
Nach 1825 wurden die Kranenkannen allmählich durch andere Kannen mit Ausgusstülle verdrängt. Heute gehört die Dröppelmina zu jeder Bergischen Kaffeetafel.
Die Dröppelminna ist von den Perkolatoren zu unterscheiden, die in ihrem Inneren einen Kaffeefilter und ein Steigrohr haben und Vorläufer der modernen Kaffeemaschine sind.
Siehe auch: Samowar